# Karol Praženica
Karol Praženica (Bojnice, 15 novembre 1970) è un allenatore di calcio ed ex calciatore slovacco, di ruolo centrocampista.

## Carriera

### Nazionale
Ha collezionato sei presenze con la propria Nazionale.

## Statistiche

### Cronologia presenze e reti in nazionale
| Cronologia completa delle presenze e delle reti in nazionale ― Slovacchia | Cronologia completa delle presenze e delle reti in nazionale ― Slovacchia | Cronologia completa delle presenze e delle reti in nazionale ― Slovacchia | Cronologia completa delle presenze e delle reti in nazionale ― Slovacchia | Cronologia completa delle presenze e delle reti in nazionale ― Slovacchia | Cronologia completa delle presenze e delle reti in nazionale ― Slovacchia | Cronologia completa delle presenze e delle reti in nazionale ― Slovacchia | Cronologia completa delle presenze e delle reti in nazionale ― Slovacchia |
| Data                                                                      | Città                                                                     | In casa                                                                   | Risultato                                                                 | Ospiti                                                                    | Competizione                                                              | Reti                                                                      | Note                                                                      |
| ------------------------------------------------------------------------- | ------------------------------------------------------------------------- | ------------------------------------------------------------------------- | ------------------------------------------------------------------------- | ------------------------------------------------------------------------- | ------------------------------------------------------------------------- | ------------------------------------------------------------------------- | ------------------------------------------------------------------------- |
| 8-3-1995                                                                  | Košice                                                                    | Slovacchia                                                                | 2 – 1                                                                     | Russia                                                                    | Amichevole                                                                | -                                                                         |                                                                           |
| 29-3-1995                                                                 | Košice                                                                    | Slovacchia                                                                | 4 – 1                                                                     | Azerbaigian                                                               | Qual. Euro 1996                                                           | -                                                                         | 75’                                                                       |
| 8-5-1995                                                                  | Bratislava                                                                | Slovacchia                                                                | 1 – 1                                                                     | Rep. Ceca                                                                 | Amichevole                                                                | -                                                                         |                                                                           |
| 7-6-1995                                                                  | Zabrze                                                                    | Polonia                                                                   | 5 – 0                                                                     | Slovacchia                                                                | Qual. Euro 1996                                                           | -                                                                         |                                                                           |
| 16-8-1995                                                                 | Trebisonda                                                                | Azerbaigian                                                               | 0 – 1                                                                     | Slovacchia                                                                | Qual. Euro 1996                                                           | -                                                                         | 89’                                                                       |
| 31-3-1997                                                                 | Medina                                                                    | Malta                                                                     | 0 – 2                                                                     | Slovacchia                                                                | Qual. Mondiali 1998                                                       | -                                                                         | 82’                                                                       |
| Totale                                                                    |                                                                           | Presenze                                                                  | 6                                                                         |                                                                           | Reti                                                                      | 0                                                                         |                                                                           |

## Palmarès

### Giocatore

#### Club
- Campionato croato: 2

Hajduk Spalato: 1993-1994, 1994-1995
- Coppa di Croazia: 1

Hajduk Spalato: 1994-1995
- Supercoppa di Croazia: 1

Hajduk Spalato: 1994
- Campionato slovacco: 1

Košice: 1996-1997